# 13 друзей хунты
«13 друзей хунты» — документальный фильм из цикла «Профессия — репортёр», показанный 24 августа 2014 года по российскому телеканалу НТВ. Название фильма имеет определённую схожесть с названием кинокартины «13 друзей Оушена».

## Сюжет
Фильм посвящён публичным российским деятелям, деятельность которых была расценена как поддержка властей Украины в вооружённом конфликте на востоке Украины. В нём затронуты следующие персоны:
- Андрей Макаревич
- Илья Пономарёв
- Дмитрий Быков
- Виктор Шендерович
- Станислав Белковский
- Алексей Суханов
- Александр Кынев
- Марк Гальперин
- Диана Арбенина

«В условиях повышенного внимания к тому, что говорят и за кого агитируют представители творческой элиты, для киевской хунты каждый голос в их поддержу - на вес золота. Порой в буквальном смысле. Их слова используются для того, чтобы продолжить карательную операцию на Юго-Востоке. Именно поэтому на одном из порталов Донбасса появился призыв к российским певцам, журналистам, актёрам и политикам, которые желают высказаться на сложную тему. Автор просит каждого думать и понимать, к чему именно он призывает, прежде чем действовать, каким бы талантливым он ни был».
Комментарии в фильме дают:
- Михаил Делягин
- Евгений Фёдоров
- Фёдор Раззаков
- Вика и Вадим Цыгановы
- Сергей Марков
- Никас Сафронов

### Продолжение
Через неделю, 31 августа 2014 года, на НТВ был показан второй, идентичный по качеству исполнения[уточнить] разоблачительный фильм под названием «Ещё 17 друзей хунты» (также без указания авторства). Критике авторов подверглись: певица Анастасия Приходько, американская порноактриса Саша Грей, актёр Анатолий Пашинин, телеведущие Татьяна Лазарева и Михаил Шац, заслуженный учитель России Тамара Эйдельман, журналисты Олег Кашин, Аркадий Бабченко, Андрей Мальгин, экономист Сергей Алексашенко.

## Критика
Фильм привлёк внимание журналистов и общественных деятелей. Новая газета и украинское интернет-издание «ГОРДОН» назвали его пропагандистским.
Ксения Собчак:
Занимательно, что если у хороших репортажей всегда есть автор, и он гордится своей работой, то здесь автор так в конце о себе говорит: «Автор вам советует». «Автор» сам при этом так и остается неизвестным героем одного приема — показать Шендеровича/Макаревича с фразой «в это же самое время» стреляющие орудия.
Андрей Макаревич официально выразил недовольство информационными атаками на себя:
Третью неделю не иссякает поток грязи и клеветы, льющийся на меня со страниц газет и экрана телевизора. Меня называют «другом хунты», «пособником фашистов», «предателем» и т.д. Между тем, единственное «преступление», которое я совершил, состоит в том, что в городе Святогорске в лагере беженцев из Донецка и Луганска я в рамках благотворительности спел три песни для детей этих беженцев. В связи с чем никакой вины за собой не чувствую. Всё остальное, что нам рассказывают в СМИ про мою поездку, – бессовестное враньё.
Аркадий Бабченко после съёмок и показа в эфире разоблачительной передачи со своим участием заявил, что в подготовке разоблачительных фильмов принимали участие редактор Светлана Губанова и корреспондент Андрей Алфёров, с которыми он лично работал на НТВ в начале 2000-х годов. Телекритик Ирина Петровская, рецензируя телепродукт НТВ про «друзей хунты», отметила, что «фильм собирали наспех и, что называется, с миру по нитке», а также, что «на ТВ пышным цветом расцвёл жанр политического доноса».